# جاك بوتشنر
جاك بوتشنر هو محامي وسياسي أمريكي، ولد في 4 يونيو 1940 في كيركوود في الولايات المتحدة، وتوفي في 6 مارس 2020 في واشنطن العاصمة في الولايات المتحدة. نشط حزبياً في الحزب الجمهوري. وقد انتخب عضو مجلس نواب ولاية ميزوري ‏ وانتخب عضو مجلس النواب الأمريكي ‏.